# Percurso pedestre europeu de Grande Rota

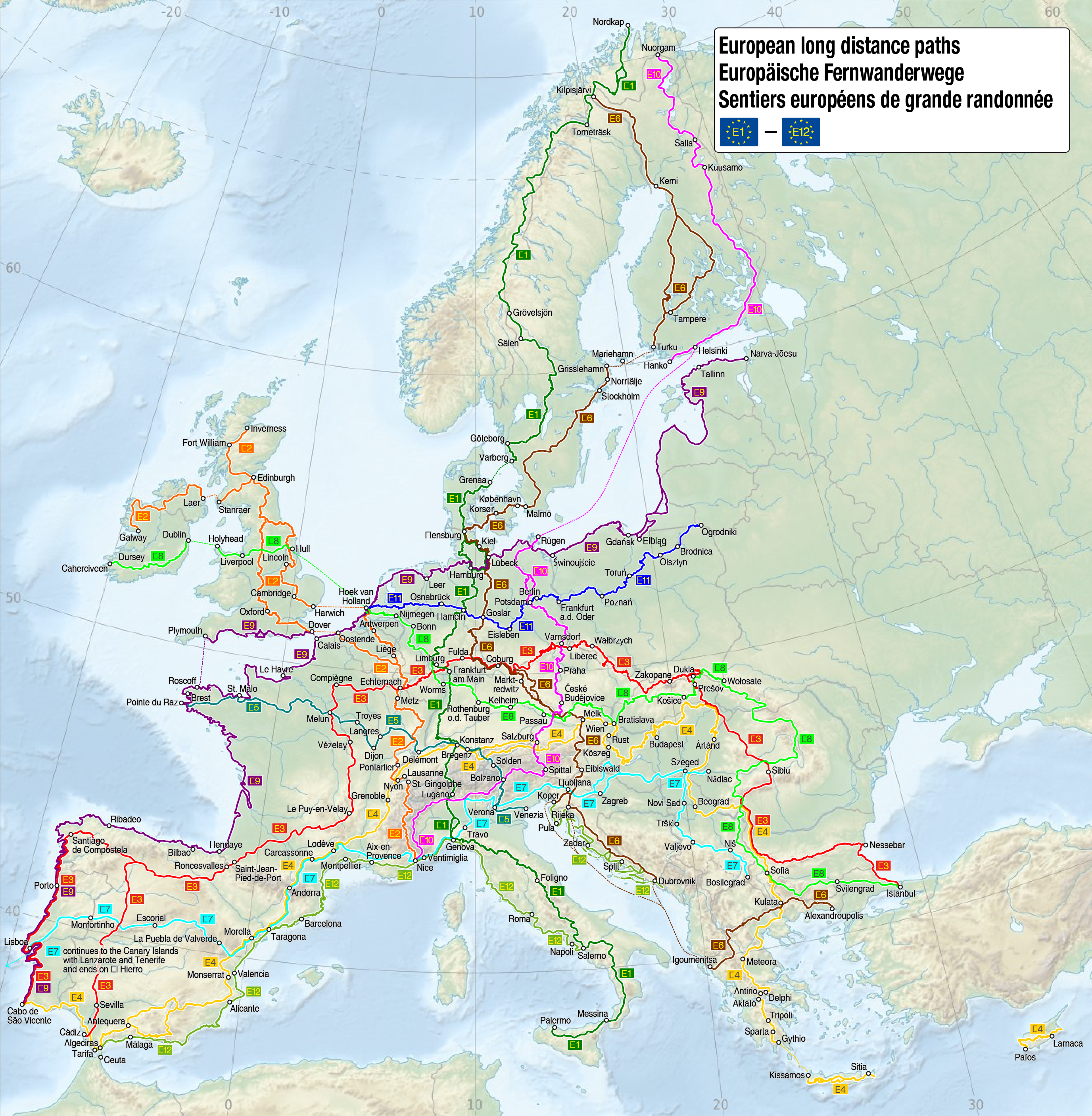
Mapa da Rede Europeia de percursos de grande rota.

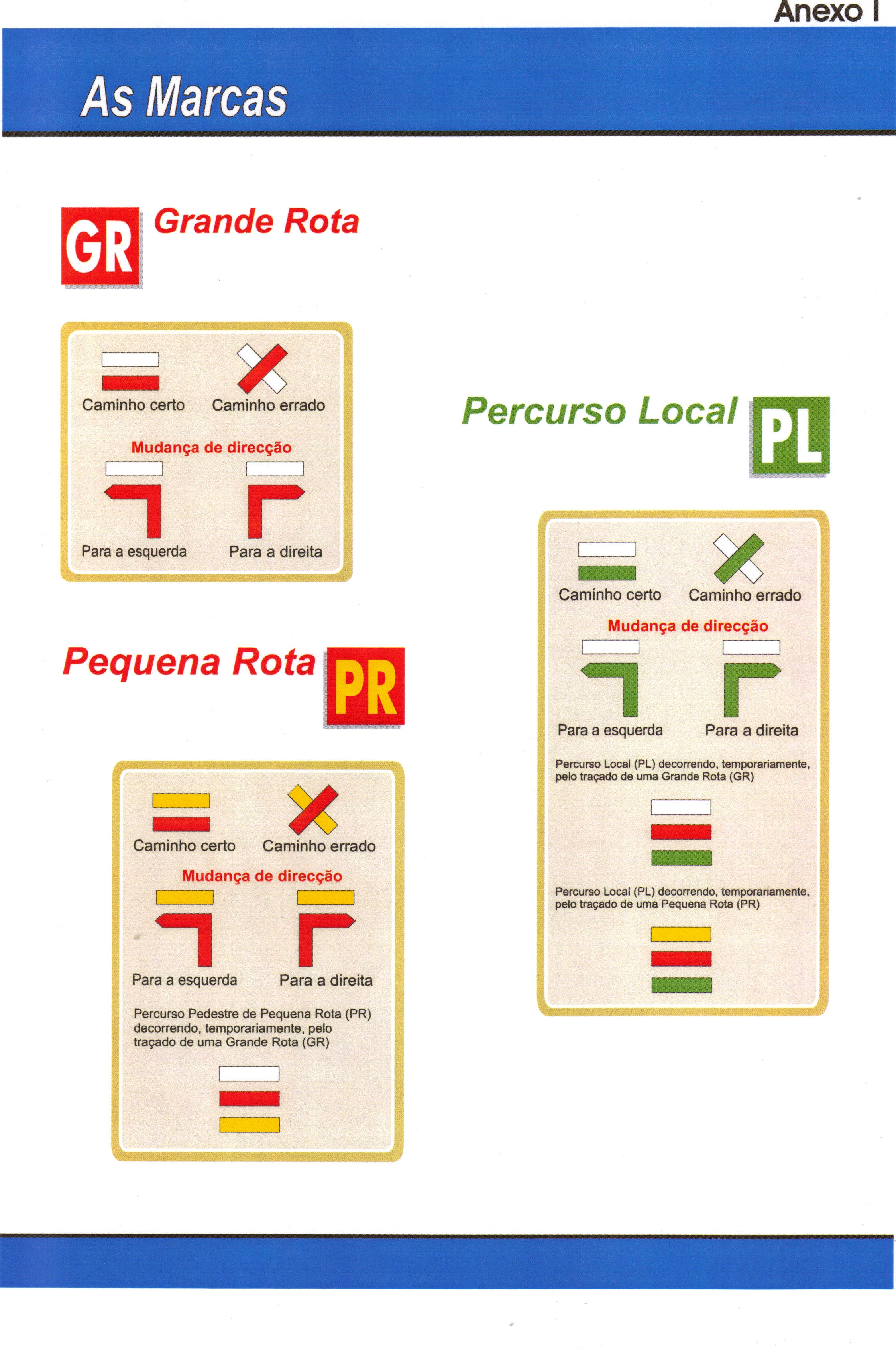
Simbologias utilizadas para rotas grandes, pequenas, e locais.

Os percursos pedestres europeus de Grande Rota, são percursos pedestres que cobrem a Europa, e que são mantidos pela Fédération européenne de la randonnée pédestre, a FERP.  
A nível nacional existem os percursos pedestres de Grande Rota, os GR que aliás estão na base dos europeus.
As principais percursos europeus de grande rota são:
- E-1: Grövelsjön (fronteira Noruega-Suécia) - Capadocia (Itália).
- E-2: Stranraer (Escócia) - Niza (França).
- E-3: Ártánd (Turquia) - Santiago de Compostela (Espanha).
- E-4: Tarifa (Espanha) - Creta (Grécia).
- E-5: Punta du Raz (França) - Verona (Itália).
- E-6: Golfo de Bótnia (Finlândia) - Alexandrópolis (Grécia).
- E-7: Idanha-a-Nova (Portugal) - Nagylak (Hungria).
- E-8: Cork (Irlanda) - Mezek (Bulgária).
- E-9: Cabo de São Vicente (Portugal) - Braniewo (fronteira Polônia-Rússia).
- E-10: Rügen (Alemanha) - Tarifa (Espanha).
- E-11: Deventer (Países Baixos) - até à fronteira Lituânia-Polónia.